# Almería emíreinek listája
Almería egy apró emirátus volt Dél-Spanyolországban a 11. század idején. Miután a Córdobai Kalifátus 1031-ben megszűnt, Andalusz (az Ibériai-félsziget arab neve) területén rengeteg apró állam jött létre. Ezek egyike volt az Almeríai Emírség, melynek emírjeit az alábbi lista tartalmazza.
| Uralkodó                                   | Uralkodott | Megjegyzés |
| ------------------------------------------ | ---------- | --- |
| Vadza al-Ahmerig                           | 1013–1020  | Cartagena ura. |
| Dzsajran al-Sklabí                         | 1016–1028  | Megszállta Cartagenat kb. 1020-ban.                                                                                   |
| Abu l-Kászim Zuhajr                        | 1028–1037  | |
| Granadai fennhatóság                       | 1037–1038  | |
| Valenciai fennhatóság                      | 1038–1041  | Valencia keresztény uralkodói három évre megszállták Almeírát.                                                        |
| Abu l-Avak Maan                            | 1041–1051  | |
| Muhammad al-Mutaszim                       | 1051       | Uralkodása alatt trónharcok folytak                                                                                   |
| Szumida ibn Maan                           | 1051       | Kemény harcok árán szerezte meg a trónt.                                                                              |
| Muhammad al-Mutaszim                       | 1051–1087  | Másodszor a trónon.                                                                                                   |
| Ahmad Ubajdalláh Abu Maránn Izzat ad-Daula | 1087–1091  | |
| Mwar ad-Daula ibn Somadih                  | 1091       | |
| Almorávida megszállás                      | 1091       | Az Almohádok 1147-ben (?) megszállták az apró emirátust, majd 1230-ban a naszrida granadai szultán uralma alá került. |

## Fordítás
- Ez a szócikk részben vagy egészben  a   List of emirs of Almería című angol Wikipédia-szócikk fordításán alapul.  Az eredeti cikk szerkesztőit annak laptörténete sorolja fel. Ez a jelzés csupán a megfogalmazás eredetét és a szerzői jogokat jelzi, nem szolgál a cikkben szereplő információk forrásmegjelöléseként.